# Skilift

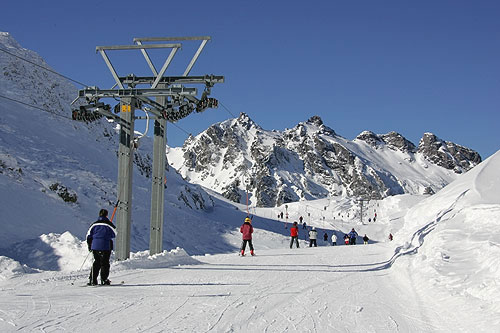
Tellerlift; T-Stützen mit fest montiertem Montagegerüst (Joch)

Ein Skilift ist eine mechanische Vorrichtung, die Skifahrer mit angeschnallten Skiern bergaufwärts befördert. Ungenau und fachlich eigentlich inkorrekt werden im weiteren Sinne alle Beförderungsanlagen für Wintersportler an den Pisten als solche bezeichnet.
Der Skilift im eigentlichen Sinn ist der zu den Seilbahnen, aber nicht zur Kategorie der Luftseilbahnen gehörende Schlepplift, eine Einrichtung zur Beförderung von Fahrgästen, die auf ihren Skiern oder anderen Sportgeräten (Snowboard, Kurzski, Firngleiter, Skibob) am Boden fahren und mittels einer Schleppvorrichtung bergauf gezogen werden.
Die Lifte können im Sommer aber auch zur Beförderung anderer mit ihren Benutzern besetzten Sportgeräte eingesetzt werden (Sommerrodel, Mountainbikes, Downhill- oder Monsterroller, Bull-Carts, Gras-Ski). In Bikeparks werden zur Beförderung von Mountainbikern neben sonstigen Luftseilbahnen gelegentlich auch Schlepplifte eingesetzt, bei Sommerrodelbahnen wird fallweise auf der Lifttrasse ein aufwärts führender Spurweg (Wanne oder Coaster-Schiene) fest oder demontierbar installiert.

## Geschichte

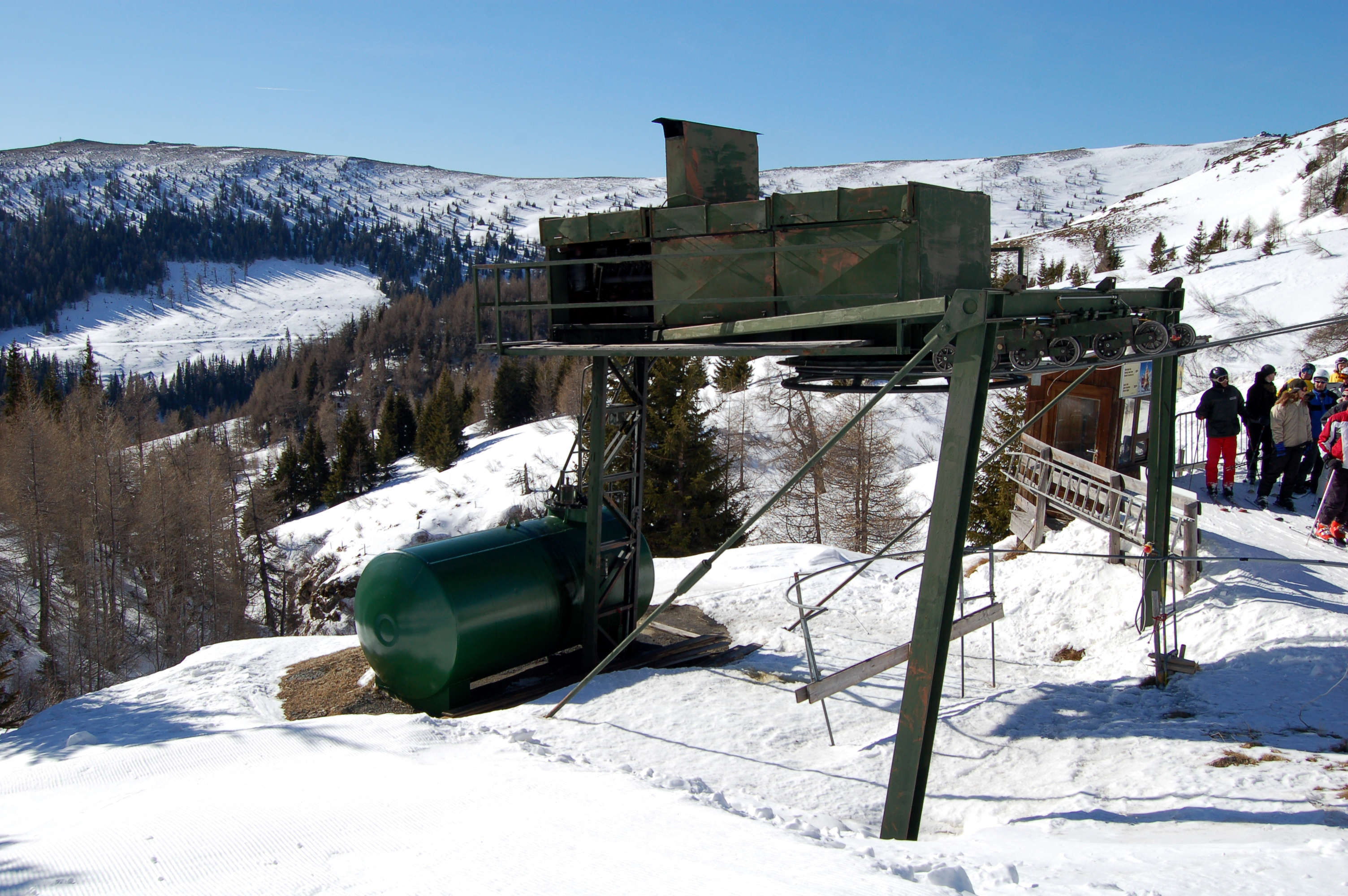
Talstation eines noch 2008 mit einem Dieselmotor angetriebenen Schlepplifts mit hängender Seilscheibe aus den 1970er Jahren

Die erste motorisch betriebene Aufstiegshilfe für Wintersportler überhaupt wurde auf dem Bödele in Vorarlberg, Österreich, gebaut und ging 1907 in Betrieb. Freilich war diese Konstruktion nicht mit einem modernen Skilift von heute zu vergleichen – es handelte sich vielmehr um eine Art Schlitten, der nach dem Prinzip einer Seilwinde mittels eines Seils von einem Motor den Berg hinaufgezogen wurde (siehe: Schlittenlift Bödele); ein Arbeitsprinzip, das vor allem in der Schweiz noch jahrzehntelang zum Einsatz kommen sollte. Bis in die 1940er-Jahre verwendete man dort Schlitten-Standseilbahnen, die sogenannten „Funi“, der letzte seiner Art in Grindelwald wurde sogar erst 1995 stillgelegt.
Der erste Skilift in Deutschland wurde in Schollach bei Eisenbach im Hochschwarzwald vom Gastwirt Robert Winterhalder gebaut und am 14. Februar 1908 in Betrieb genommen. Er war 280 Meter lang und überwand eine Höhe von 32 Metern. Betrieben wurde er mit Wasserkraft über ein Mühlrad. Die Fahrgäste hielten sich dabei mittels speziell geformter Zangen am Zugseil fest.
Der erste moderne Schlepplift mit selbsteinziehendem Bügel (ursprünglich in J-Form) wurde am 24. Dezember 1934 in Davos in Betrieb genommen. Entwickelt wurde das System durch den Schweizer Ingenieur Ernst Constam, der es von der renommierten Seilbahnfirma Adolf Bleichert & Co. bauen ließ. Der Davoser Skilehrer Jack Ettinger verbesserte das System, indem er von seinem Vater aus Holz einen Prototyp herstellen ließ, bei dem die Einzelbügel durch T-förmige Doppelbügel (in Anlehnung des „Ribberybügel“ aus dem Jahre 1929) ersetzt wurden. Constam rüstete seinen Bolgenlift bereits für die zweite Wintersaison (1935/1936) mit diesen Doppelbügeln zu einem «Sie-und-Er-Lift» um. Bis 1938 realisierte Constam insgesamt 20 dieser Anlagen in der Schweiz, Deutschland und Frankreich, unter anderem in St. Moritz, Arosa, Mürren, Megève und Garmisch. Die Transportmittel verfügten zunächst noch über separate Zug- und Aufwicklergehänge. Obwohl sich die Skifahrer rasch an das neuartige Transportsystem gewöhnten, gab es anfangs noch einige Startschwierigkeiten zu bewältigen.
Der erste Skilift der Ostalpen wurde 1935 auf der Tauplitzalm im steirischen Salzkammergut errichtet.
In seiner Konstruktionsweise ähnelte er eher dem 1907 in Vorarlberg errichteten Lift (siehe hier). Es handelte sich um einen großen Bügel, an welchem mehrere Schifahrer gleichzeitig mittels Seilwinde hinaufgezogen wurden. Ein sogenannter „Stanglfahrer“ brachte den Bügel anschließend wieder ins Tal. Der „Klein Valuga-Lift“ war 1937 erste österreichische Schlepplift mit hoher Seilführung und wurde von der Firma Doppelmayr gemeinsam mit Sepp Bildstein in Zürs am Arlberg errichtet. Dieser frühe Schlepplift lief auf Holzstützen und besaß Einzelbügel, die ähnlich denen eines Tellerliftes zwischen die Beine genommen wurden.
Der erste Schlepplift in Deutschland wurde 1942 im Skigebiet Oberjoch in Betrieb genommen.
Bis in die 1980er Jahre wurden sehr viele solcher „klassischen“ Schlepplifte gebaut, auch kleine Gemeinden konnten so ein oft nur aus einer einzigen Piste bestehendes Skigebiet errichten. Seit den 1990er Jahren werden sie aber immer weiter durch Sesselbahnen verdrängt, die mehr Komfort und meist kürzere Fahrzeiten bieten. Auch werden viele Schlepplifte aus ebendiesen Gründen durch Sesselbahnen ersetzt. Für viele kleine und kleinste Schigebiete bedeutete das, neben den hohen Kosten für eine künstliche Beschneiung das Aus.

## Technik
Schlepplifte folgen dem Geländeprofil bis zu Steigungen von circa 40 Grad. Die meisten Anlagen sind gerade in einer Linie trassiert, wobei das talwärtsfahrende Seiltrum parallel zum bergauf schleppenden Teil über die gleichen Stützen zur Talstation zurückgeführt wird. Bei geländebedingten Trassenerfordernissen können Schlepplifte mit hoher Seilführung aber auch als Kurvenschlepplift ausgeführt werden und Richtungsänderungen durchfahren. Abschüssige Trassenabschnitte sollten möglichst vermieden werden, da die Skifahrer dort den Zugbügel „überholen“ können und dann festhalten müssen, um ihn nicht zu verlieren.
Die Benutzung eines Schleppliftes erfordert ein gutes Gleichgewichtsvermögen und bei paarweisem Transport eine gewisse Fertigkeit und Erfahrung. Das Fahren mit Schleppliften auf steilen Trassen ist anstrengender als die Fahrt mit einem Sessellift.

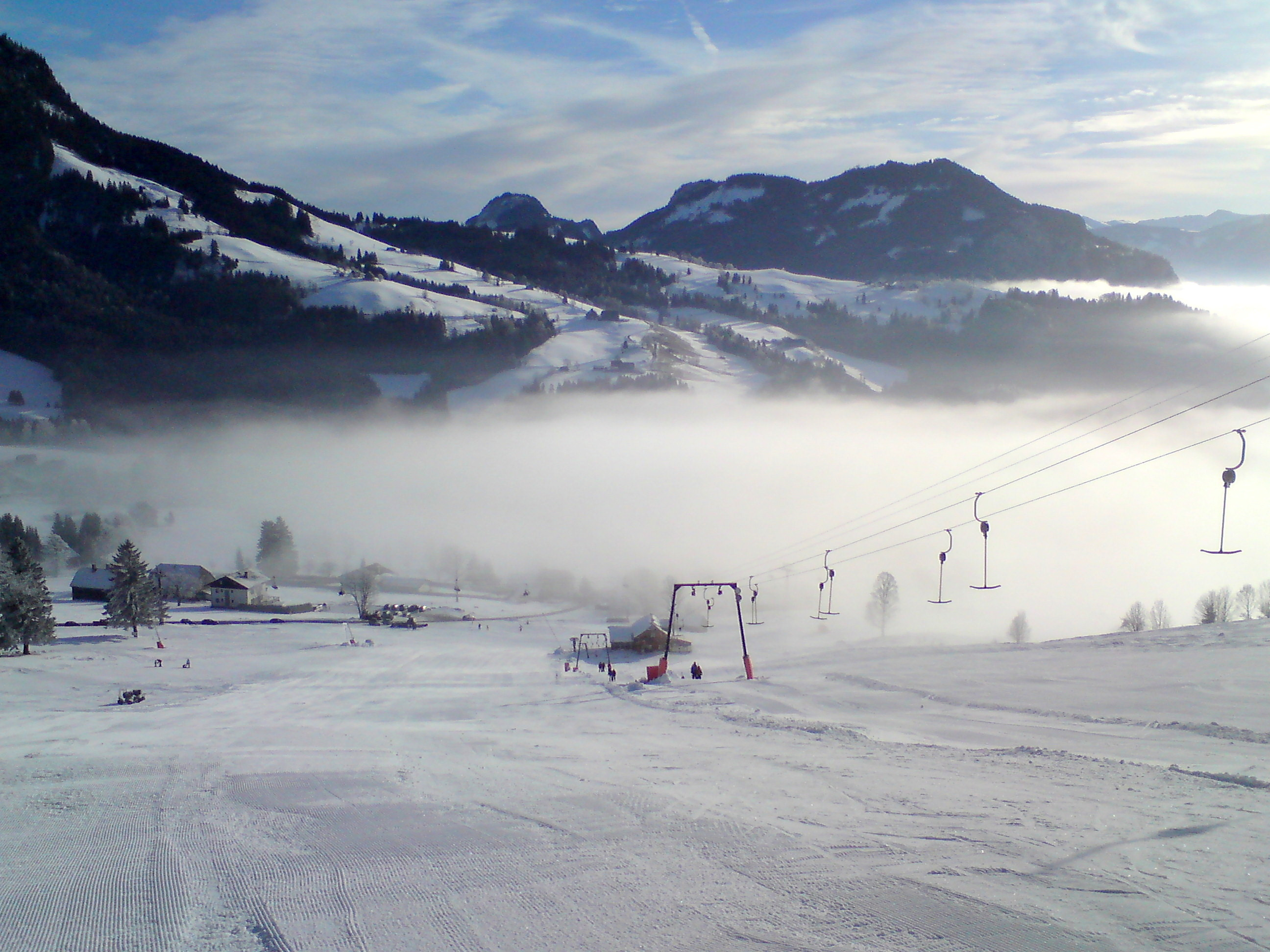
Doppelmayr-Schlepplift mit Torbogenstützen auf einem mäßig geneigten Hang in Tauplitz, Steiermark

Von Vorteil ist die unkomplizierte und kostengünstige Errichtung. Vor der Einführung kuppelbarer Sesselbahnen waren Schlepplifte schneller als fixgeklemmte Sessellifte und konnten mehr Fahrgäste in derselben Zeit bergauf befördern.
Schlepplifttrassen können im Gegensatz zu Luftseilbahntrassen von talwärts fahrenden Skiläufern nicht ohne Einschränkungen gekreuzt werden, die Pistenbenutzung kann hierdurch beeinträchtigt werden. Außerdem benötigen Schlepplifte im Wintersportbetrieb eine vollständig von Schnee bedeckte Trasse. Zur Aufwertung von Skigebieten bezüglich Komfort und Beförderungsleistung werden Schlepplifte oft durch Luftseilbahnen verschiedener Bauarten abgelöst.
Schlepplifte stehen auf festem Grund, teilweise auch auf Gletschern. Auf Gletschern werden spezielle Gletscherstützen verwendet.
Längster Schlepplift war seinerzeit der Schlepplift Gandegg bei Zermatt mit einer Länge von 2.899 Metern, der allerdings infolge Gletscherschwund nicht mehr in voller Länge befahren werden konnte. Die Seilgeschwindigkeit von Schleppliften beträgt bis zu 3,5 m/s (12,6 km/h), die Förderleistung bis zu 1440 Personen pro Stunde.
Schlepplifte werden auch zur Beförderung von Rodelschlitten im Winter und Bobs bei Sommerrodelbahnen eingesetzt.

### Schlepplifte mit hoher Seilführung
Diese werden in Anlagen mit festen Seilklemmen und Anlagen mit Kuppelklemmen unterschieden.

#### Schlepplift/Ankerlift oder Tellerlift

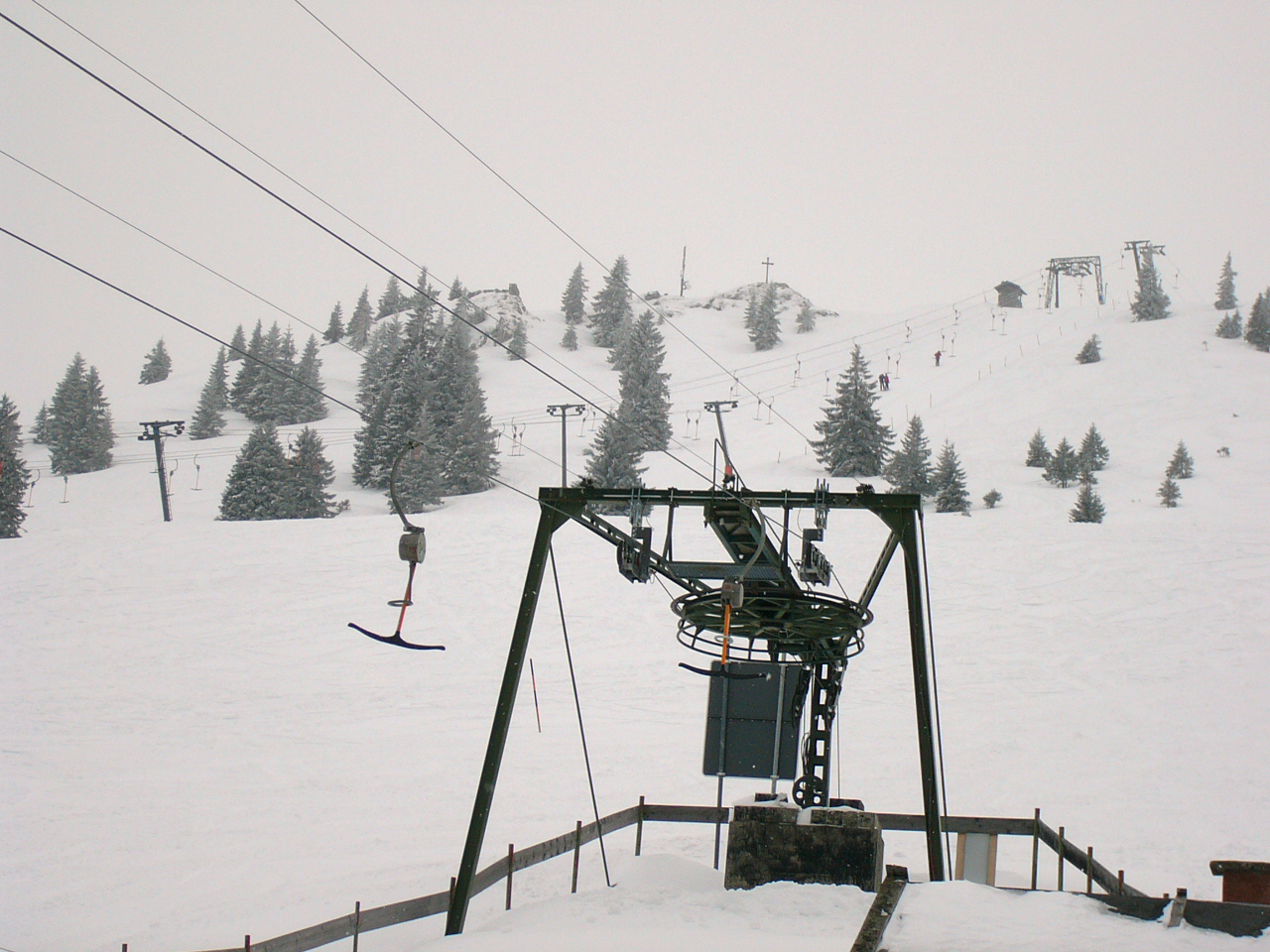
Bergstation eines klassischen T-Bügel-Lifts. Stütze als Torbogenstütze ausgeführt und mit hängender Seilscheibe

Bei Schleppliften läuft ein umlaufendes Förderseil in etwa sechs bis sieben Metern Höhe, an dem über einen Aufrollmechanismus Zugbügel befestigt sind. Man unterscheidet dabei Tellerlifte mit Tellerbügeln für eine Person (meist auf Übungshängen) oder Ankerlifte in Kurz- oder Langversionen für zwei Personen (Bügelschlepplift).

#### Stangenschlepplift
Eine Sonderform des Schleppliftes ist die vor allem in Frankreich verbreitete Gattung des Stangenschlepplifts, der auch in einer sehr schnell (bis zu 4 m/s) fahrenden kuppelbaren Ausführung existiert. Diese Lifte wurden hauptsächlich von den beiden französischen Unternehmen Pomagalski und Montaz-Mautino (heute Gimar-Montaz-Mautino) hergestellt.
Die hierfür verwendete kuppelbare Klemme besteht aus einer Art Ring, der das Seil umschließt. An diesem Ring ist ein Hebel montiert, an dem wiederum die Teleskopstange und der Teller hängt. Der Durchmesser des Ringes ist jedoch größer als der des Seils, sodass das Seil durch die Klemme hindurch führt, ohne dass der Teller mitgezogen wird. In der Talstation sammeln sich alle Teller in einem Magazin. Kommt dann ein Fahrgast, lässt ein mechanischer Öffner den Ring auf das Seil fallen und er verkantet sich. Durch das Gewicht von Teller und Fahrgast öffnet sich diese Verkantung nicht. Um die Klemme in der Station wieder zu öffnen, wird der Hebel von einer Kuppelschiene angehoben. In der ursprünglichen Variante war nur die Talstation kuppelbar ausgeführt. Seit 1983 verbaut die Firma Montagner auch kuppelbare Bergstationen, um den Komfort beim Ausstieg zu erhöhen. Umlenkrollen erlauben auch eine Trassenführung um die Ecke.

#### Pendelschlepplift
Ab den 1950ern konnte die Firma STEMAG (Steiermärkische Maschinen und Apparate Gesellschaft) von Hermann Treiber das äußerst kostengünstige System des Pendelschlepplifts für kleinere Anlagen etablieren. Im Gegensatz zu anderen Schleppliften sind nur zwei Bügel am Seil fixiert, die analog einer Pendelbahn, ohne die Fahrbahnseite zu wechseln, zwischen Tal- und Bergstation hin und her pendelten. Eine höhere Förderleistung kann man durch die hohen Fahrgeschwindigkeiten erreichen, da der Ein- und Ausstieg bei Stillstand der Anlage erfolgt. Weiters gibt es breite Bügel für bis zu 6 Personen.
STEMAG erstellte bis in die 1980er Jahre Schlepplifte in Österreich und Deutschland. In der Schweiz wurden einige Pendelschlepplifte durch den dort ansässigen Hersteller Skima erstellt. Insgesamt wurden Pendelschlepplifte mindestens bis in die 1970er ausgeliefert. Das System konnte sich nie wirklich durchsetzten, jedoch gibt es neben den Exemplaren von STEMAG und ihren Lizenznehmern auf der ganzen Welt Anlagen nach diesem Prinzip. Speziell in Neuseeland und in den Anden trifft man diese Bauweise in Form von simpel konstruierten Schleppliften auch heute noch häufig an. Im deutschsprachigen Raum gibt es noch vereinzelte Anlagen in Betrieb.

#### Weitere Systeme
Vor bzw. nach dem Zweiten Weltkrieg entwickelten sich noch weitere Schleppliftsysteme, die heute allerdings allesamt ausgestorben sind:
- System Hefti: Beim von dem Schweizer Beda Hefti entwickelten Gurtenschlepplift banden sich die Fahrgäste einen Gurt um, der mit einem Haken ins Seil eingehängt wurde. An der Bergstation wurde dieser Gurt wieder aus dem Seil ausgeklinkt und durch das Personal auf Skiern nach unten gebracht[30]. In der Schweiz existierten 24 solcher Anlagen, in Deutschland zwei.[31]

- System Wullschleger: Das Schleppliftsystem von August Wullschleger unterscheidet sich wohl am stärksten von den üblichen Systemen: Hier gibt es keine Unterscheidung zwischen Stützen und Tellern bzw. Bügeln, die Stützen sind fest an das Seil geklemmt und fahren auf Kufen mit. Dabei dienen sie auch als Fahrbetriebsmittel. Nach diesem System entstand nur eine einzige Anlage im schweizerischen Flühli.[32]

- System Vogler: Das System von Heinrich Vogler bestand aus Tellerliften und ähnelte sehr den heute noch gebauten Anker- oder Tellerliften. Im Gegensatz zu den heutigen Liften waren sie allerdings portabel.[33] 38 solcher Lifte entstanden in der Schweiz, vier Stück waren es in Deutschland.[34]

#### Lift im Wassersport
Obwohl hier keine Hubarbeit im eigentlichen Sinne geleistet wird, werden auch solche Anlagen Lift genannt, die Wassersportler auf Wasserski, Wake- oder Liegeboard zumeist auf einem See übers Wasser und Hindernisse ziehen. Der Wassersportler hält sich dabei an einem Griff am Ende eines Zugseiles fest. Dieses Seil ist wiederum an einem ringförmig umlaufenden und motorgetriebenen Seil eingehakt.

#### Rechtliche Grundlagen
In Österreich sind der Bau, die Baubewilligung, der Betrieb, die Betriebsbewilligung, die Aufgaben des Betriebsleiters und die Unfallmeldepflicht bei Schleppliften mit hoher Seilführung in der Schleppliftverordnung geregelt.

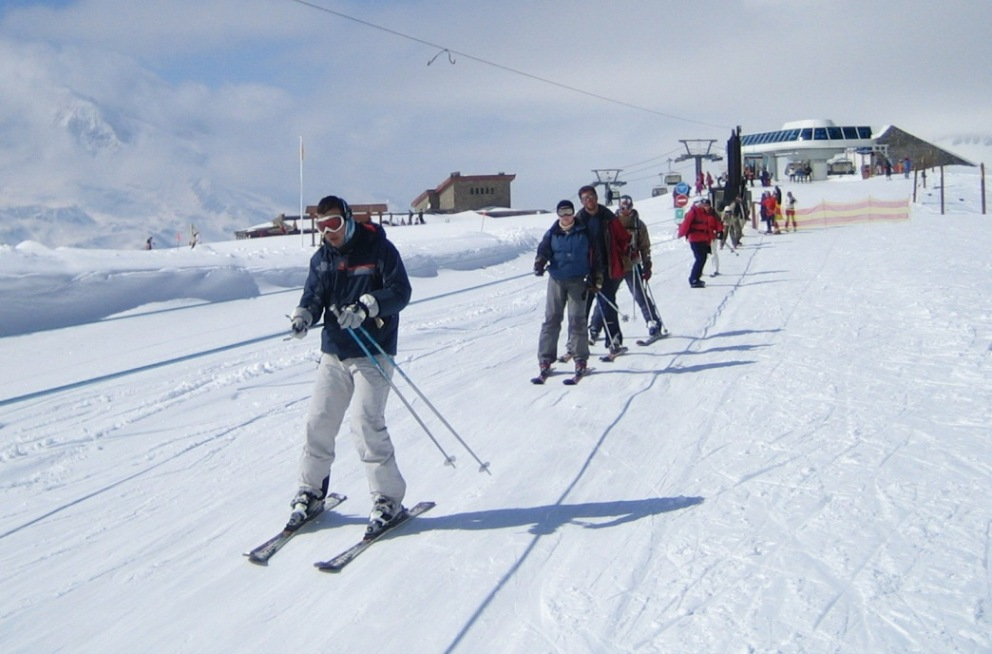
Seillifte eignen sich besser in Gelände mit geringen Steigungen oder sonst nur auf kurzen Strecken

### Schlepplifte mit niederer Seilführung
Diese Lifte verfügen über keine Seilstützen. Die Gradiente der Lifttrasse muss weitestgehend der Kettenlinie des durchhängenden Förderseils folgen.

#### Seillift oder Babylift
Als Seil- oder Babylift bezeichnet man ein umlaufendes Seil aus Stahl oder Kunststoff in Bodennähe, an dem sich die Skifahrer festhalten; sie werden wegen der Abnutzung umgangssprachlich auch „Handschuhfresser“, „Handschuhmörder“ oder „Ponylift“ genannt. Um sich nicht am blanken Seil festklammern zu müssen, sind am Seil oft Kunststoffbügel angebracht, die den Skifahrer am Gesäß schieben. Bei einfacheren Ausführungen sind am Seil Verdickungen aus Kunststoff oder Knoten angebracht.
Seillifte werden ebenfalls meist von Anfängern genutzt, sie finden sich vereinzelt auch als Zubringer zwischen anderen Liften oder Pisten bei kurzen Flach- oder Bergaufpassagen.

#### Nussknackerlift
Ein Nussknackerlift (engl. nutcracker tow), auch Rucksacklift genannt, ist ein schnell auf- und abzubauender Skilift. Er kann binnen kurzer Zeit auf dem verschneiten Hang auf- und wieder abgebaut werden. Der meist von einem Verbrennungsmotor angetriebene Lift hat seinen Namen von der Form der Anklemmvorrichtung, die der Skifahrer mitbringen oder gegen ein Entgelt vom Skigebietsbetreiber mieten muss und mit der er sich an einem einfachen, schnell laufenden Stahlseil selbst anklemmt. Die Klemmvorrichtung – ähnlich einem Nussknacker mit offenem Maul gestaltet – ist über ein kurzes Seilstück mit einem Gurt um die Hüfte des Liftbenutzers verbunden.
Nussknackerlifte sind vor allem in Neuseeland zur Erschließung wenig frequentierter Hänge verbreitet.

## Weitere Beförderungsanlagen

### Laufband

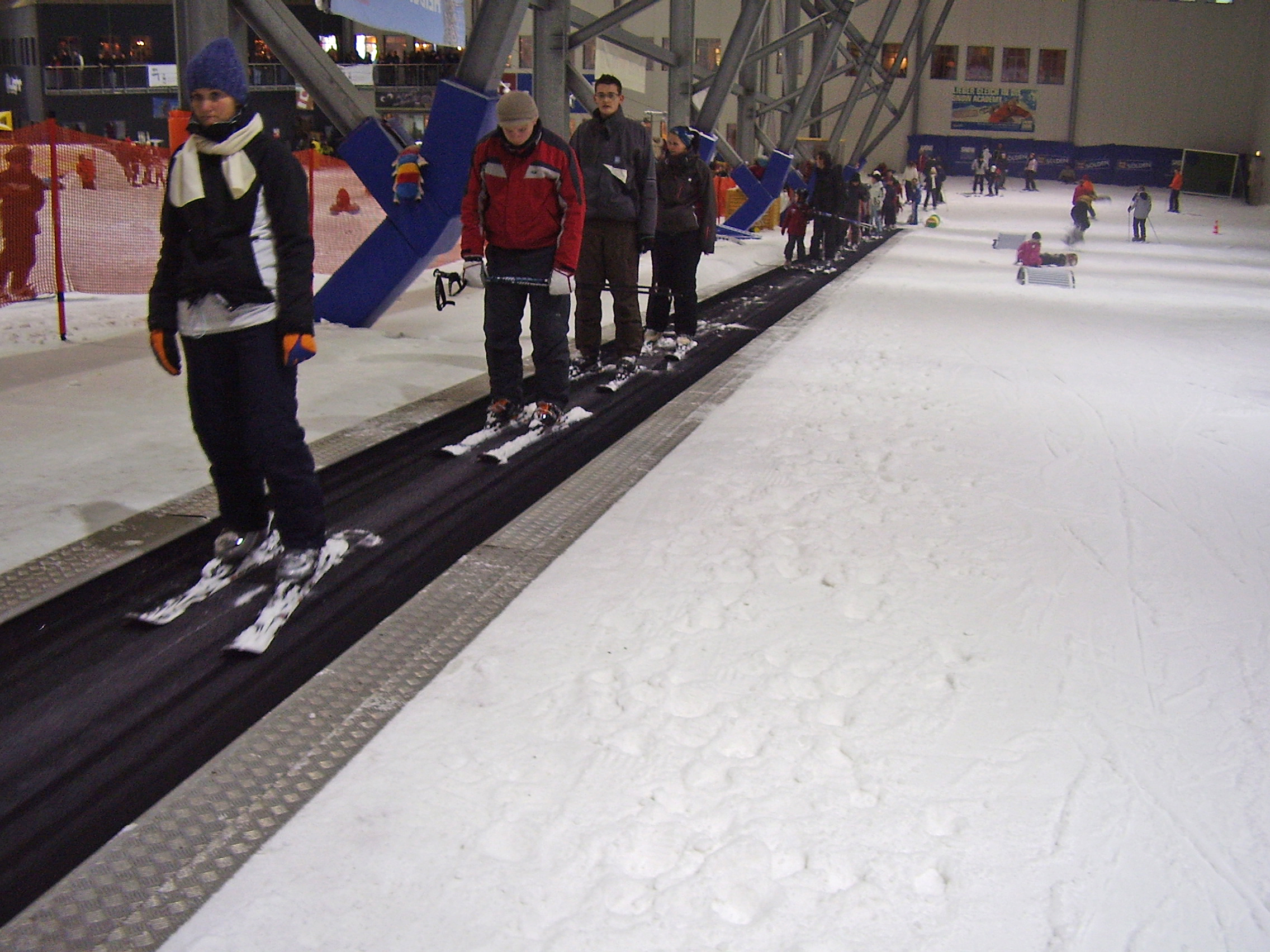
Zauberteppich im Snow Dome Bispingen

Als Laufband oder Teppichlift bezeichnet man ein am Boden laufendes Förderband, auf dem die Fahrgäste mit angeschnallten Skiern stehend transportiert werden. Vielfach wird es auch mit dem Produktnamen Zauberteppich des Herstellers Sunkid bezeichnet. Es läuft mit 0,2 bis 1,2 m/s verhältnismäßig langsam und wird an bis zu 30 Prozent steilen Pisten verwendet. Es wird von Skischulen in den ersten Tagen von Anfänger- und Kinderkursen sowie von Schwerbehinderten und Snowboardern genutzt, aber auch als Verbindungslift zu anderen Aufstiegsanlagen. Laufbänder erschließen eher kurze Pistenhänge, sie werden ab zwölf Meter Länge gebaut. Im alpincenter Bottrop gibt es jedoch auch eine 400 Meter lange Strecke. Seit einiger Zeit werden Laufbänder auch überdacht oder in transparenten Galerien geführt, um die Fahrgäste vor der Witterung zu schützen.

### Sonstige
Weiter werden als Beförderungsanlagen  für Wintersportler verwendet:
- Luftseilbahnen wie
  - Sesselbahnen und
  - Gondelbahnen, sowie
- Standseilbahnen und Schrägaufzüge

Gelegentlich werden eher am Berg auch Schneemobile (Ski-Doos) oder in der Ebene Pferdeschlitten eingesetzt, die ein Seil mit Haltegriffen oder Knoten zum Festhalten nach sich ziehen, wodurch Skifahrer oder andere Wintersportler sich ziehen lassen können. Für denselben Zweck kann auch eine Pistenraupe dienen, die auch eine Anzahl bis ca. zwanzig Personen ziehen kann (auch Pistenbulli-Jöring genannt).
Eine sehr exklusive und teure Möglichkeit ist die Beförderung per Helikopter beim Heliskiing, um Abfahrten auf unberührten Hängen und im Tiefschnee machen zu können.

## Sommernutzung von Schleppliften
Außerhalb der Wintersaison sind Schlepplifte außer Betrieb und können dementsprechend auch keinen Umsatz erzielen. Schon früh suchten sowohl die Schleppliftbetreiber, als auch die Hersteller nach Möglichkeiten, diese auch im Sommer sinnvoll zu nutzen.
Eine der vermutlich ältesten Methoden ist der sog. Kombilift. Das heißt ein Schlepplift wird so konstruiert, dass er im Winter als normaler Schlepplift, im Sommer aber als fixgeklemmte Einersesselbahn läuft. Diese Bauart wird jedoch seit Jahren nicht mehr gebaut. Dazu kommt, dass entsprechende Bahnen immer öfter durch leistungsfähigere Anlagen ersetzt werden.
Eine weitere Möglichkeit wäre, der Betrieb mit einer Sommerrodelbahn. Entweder wird der Rodelbahnnutzer mitsamt der Rodel vom Schlepplift bergauf gezogen oder (z. B. bei Alpine Coastern) ein Schlepplift wird mit simplen Haken ausgestattet und dient als Transportseilbahn. Bei letzterer Möglichkeit ist ein Personentransport unmöglich.
Eine neuere Möglichkeit besteht darin, Mountainbiker in Bikeparks zu befördern. Meist geschieht das mit Doppelbügeln die unter dem Sattel eingehakt werden. Mittlerweile sind jedoch Spezialhaken für Mountainbikes im Angebot. Winterbetrieb ist hier uneingeschränkt möglich, wird aber teilweise wegen zu niedriger Höhenlage mancher Schlepplifte zugunsten des Sommerbetriebs aufgegeben.

## Hersteller
Große Hersteller sind die Doppelmayr/Garaventa Group, Leitner und POMA sowie das Unternehmen Sunkid aus Imst, im Segment der Laufbänder. Weitere derzeit noch aktive Seilbahnbauer sind LST (früher: Loipolder Seilbahntechnik), BMF-Bartholet, CCM Finotello, MEB Impianti sowie Inauen-Schätti, welche sich jedoch hauptsächlich auf den Bau von Spezial- und Kleinseilbahnen konzentrieren, die oftmals nicht für den Skibetrieb genutzt werden.

## Umsatzsteuer
Am 1. Januar 2008 wurde die Umsatzsteuer in Deutschland für Skiliftgebühren und Bergbahnen von 19 auf 7 Prozent, wie bei Nahverkehrsmitteln, reduziert.

## Gebrauchthandel
In Österreich werden ältere Skilifte, insbesondere Schlepp- und Sessellifte, wegen Modernisierung und/oder mangels Rentabilität außer Betrieb genommen. Wird ein solcher Lift rechtzeitig, also noch im Laufe der letzten Schisaison zum Verkauf angeboten, kann er mitunter sorgsam demontiert und nach Osteuropa, Skandinavien, Russland oder Bergregionen in Asien verkauft werden. Auch in der Schweiz werden gebrauchte Skilifte zum Kauf angeboten und in die ganze Welt exportiert. In der Schweiz gibt es zudem viele außer Betrieb genommene sogenannte Geisterlifte, welche jahrelang ungebraucht stehen bleiben.